# Milà-Tortona
La Milà-Tortona és una competició ciclista italiana d'un sol dia i que es disputa anualment entre les ciutats de Milà (Llombardia) i Tortona (Piemont).

## Palmarès
| Any  | Vencedor              | Segon             | Tercer             |
| ---- | --------------------- | ----------------- | ------------------ |
| 1946 | Vittorio Rossello     |                   |                    |
| 1947 | Silvio Pedroni        |                   |                    |
| 1948 | Andrea Carrea         |                   |                    |
| 1949 | Ugo Massocco          |                   |                    |
| 1950 | Natale Caldera        |                   |                    |
| 1951 | Giovanni Ranieri      |                   |                    |
| 1952 | Bruno Landi           |                   |                    |
| 1953 | Fiorino Sampiero      |                   |                    |
| 1954 | Colombo Cassano       |                   |                    |
| 1955 | Agostino Saturnino    |                   |                    |
| 1956 | Remo Tamagni          |                   |                    |
| 1957 | Agostino Saturnino    |                   |                    |
| 1958 | Romano Fergonzi       | Mario Officio     | Antonio Bonicelli  |
| 1959 | Romano Fergonzi       |                   |                    |
| 1960 | Marino Vigna          |                   |                    |
| 1961 | Dialma Lovo           |                   |                    |
| 1962 | Pietro Scandelli      |                   |                    |
| 1963 | Gianni Motta          |                   |                    |
| 1964 | Felice Marchesi       |                   |                    |
| 1965 | Cencio Mantovani      |                   |                    |
| 1966 | Adelio Re             |                   |                    |
| 1967 | Alberto Marcellini    |                   |                    |
| 1968 | Giacinto Santambrogio |                   |                    |
| 1969 | Tommaso Giroli        |                   |                    |
| 1970 | Marcello Osler        |                   |                    |
| 1971 | Mario Corti           |                   |                    |
| 1972 | Giuseppe Perletto     |                   |                    |
| 1973 | Salvatore Liccardi    |                   |                    |
| 1974 | Gabriele Mirri        |                   |                    |
| 1975 | Alvaro Crespi         |                   |                    |
| 1976 | Pierluigi Sala        |                   |                    |
| 1977 | Fausto Stiz           |                   |                    |
| 1978 | Marco Cattaneo        |                   |                    |
| 1979 | Alberto Minetti       |                   |                    |
| 1980 | Emanuele Bombini      | Piero Ghibaudo    | Giorgio Casati     |
| 1981 | Walter Delle Case     |                   |                    |
| 1982 | Domenico Turrini      |                   |                    |
| 1983 | Salvatore Cangemi     |                   |                    |
| 1984 | Jørgen Vagn Pedersen  |                   |                    |
| 1985 | Bruno Cenghialta      |                   |                    |
| 1986 | Marco Saligari        |                   |                    |
| 1987 | Daniele Bruschi       | Andrea Giurato    | Danilo Gioia       |
| 1988 | Angelo Corini         |                   |                    |
| 1989 | Mirko Bruschi         |                   |                    |
| 1990 | Alberto Destro        |                   |                    |
| 1991 | Luboš Lom             |                   |                    |
| 1992 | Andrea Peron          |                   |                    |
| 1993 | Mauro Radaelli        |                   |                    |
| 1994 | Andrea Paluan         |                   |                    |
| 1995 | Simone Bertoletti     |                   |                    |
| 1996 | Nunzio Ripamonti      |                   |                    |
| 1997 | Fabio Malberti        |                   |                    |
| 1998 | Arnoldas Saprykinas   |                   |                    |
| 1999 | Csaba Szekeres        | Giorgio Bosisio   | Luigi Giambelli    |
| 2000 | Federico Morini       |                   |                    |
| 2001 | Luca Barattero        |                   |                    |
| 2002 | Stefano Boggia        |                   |                    |
| 2003 | Maxim Rudenko         |                   |                    |
| 2004 | Daniele Callegarin    |                   |                    |
| 2005 | Ashley Humbert        |                   |                    |
| 2006 | Enrico Rossi          |                   |                    |
| 2007 | Marco Cattaneo        | Ashley Humbert    | Rafael Infantino   |
| 2008 | Andrea Grendene       | Giuseppe De Maria | Andrea Palini      |
| 2009 | Nicola Ruffoni        | Enrico Montanari  | Enrico Peruffo     |
| 2010 | Anatoliy Kashtan      | Alessio Marchetti | Cristiano Monguzzi |
| 2011 | Ruslan Karimov        | Stiven Fanelli    | Alessio Marchetti  |
| 2012 | No dispuda            |                   |                    |
| 2013 | Marco Amicabile       | Ivan Balykin      | Niccolò Bonifazio  |
| 2014 | Davide Pacchiardo     | Matvei Nikitin    | Thomas Pinaglia    |
| 2015 | Luca Pacioni          | Marco Gaggia      | Nikolai Shumov     |
| 2016 | Cyrille Thièry        | Simone Consonni   | Damiano Cima       |